# هایاتو اوکاناکا
هایاتو اوکاناکا (انگلیسی: Hayato Okanaka؛ زادهٔ ۲۶ سپتامبر ۱۹۶۸) بازیکن فوتبال اهل ژاپن است.
از باشگاه‌هایی که در آن بازی کرده‌است می‌توان به باشگاه فوتبال گامبا اوساکا اشاره کرد.